# العلاقات الجنوب سودانية السورية
العلاقات الجنوب سودانية السورية هي العلاقات الثنائية التي تجمع بين جنوب السودان وسوريا.

## مقارنة بين البلدين
هذه مقارنة عامة ومرجعية للدولتين:
| وجه المقارنة                                              | جنوب السودان                  | سوريا                    |
| --------------------------------------------------------- | ----------------------------- | ------------------------ |
| المساحة (كم2)                                             | 619.75 ألف                    | 185.18 ألف               |
| عدد السكان (نسمة)                                         | 12.58 مليون                   | 18.27 مليون              |
| الكثافة السكانية (ن./كم²)                                 | 20.3                          | 98.66                    |
| العاصمة                                                   | جوبا                          | دمشق                     |
| اللغة الرسمية                                             | اللغة الإنجليزية              | اللغة العربية            |
| العملة                                                    | جنيه جنوب سوداني، جنيه سوداني | ليرة سورية               |
| الناتج المحلي الإجمالي (بليون دولار)                      | 2.90 مليار                    | 60.20 مليار              |
| الناتج المحلي الإجمالي (تعادل القوة الشرائية) بليون دولار | 22.88 مليار                   |                          |
| الناتج المحلي الإجمالي الاسمي للفرد دولار أمريكي          | 73                            |                          |
| الناتج المحلي الإجمالي للفرد دولار أمريكي                 | 2.02 ألف                      |                          |
| مؤشر التنمية البشرية                                      | 0.467                         | 0.594                    |
| رمز المكالمات الدولي                                      | +211                          | +963                     |
| رمز الإنترنت                                              | .ss                           | .sy                      |
| المنطقة الزمنية                                           | ت ع م+03:00                   | ت ع م+02:00، ت ع م+03:00 |

## منظمات دولية مشتركة
يشترك البلدان في عضوية مجموعة من المنظمات الدولية، منها:
| علم المنظمة | اسم المنظمة                               | تاريخ انضمام جنوب السودان | تاريخ انضمام سوريا |
| ----------- | ----------------------------------------- | ------------------------- | ------------------ |
|             | مؤسسة التنمية الدولية                     | 18 أبريل 2012             | 28 يونيو 1962      |
|             | يونسكو                                    | 27 أكتوبر 2011            | 16 نوفمبر 1946     |
|             | وكالة ضمان الاستثمار متعدد الأطراف        | 18 أبريل 2012             | 14 مايو 2002       |
|             | الأمم المتحدة                             | 14 يوليو 2011             | 24 أكتوبر 1945     |
|             | الاتحاد البريدي العالمي                   | ?                         | ?                  |
|             | البنك الدولي للإنشاء والتعمير             | 18 أبريل 2012             | 10 أبريل 1947      |
|             | الاتحاد الدولي للاتصالات                  | 3 أكتوبر 2011             | 12 يناير 1924      |
|             | مؤسسة التمويل الدولية                     | 18 أبريل 2012             | 28 يونيو 1962      |
|             | المركز الدولي لتسوية المنازعات الاستشارية | 18 مايو 2012              | 24 فبراير 2006     |
|             | منظمة الشرطة الجنائية الدولية             | ?                         | ?                  |

## وصلات خارجية
- موقع وزارة الخارجية الجنوب سودانية